# 박현서 (가수)
박현서(1998년 11월 6일 ~)는 대한민국의 가수다. 2020년 노래 '밤 중'으로 데뷔했다.

## 방송
- 우리가 사랑한 그 노래 새가수 (2021) - Top21(21위)

## 음반
- 밤 중 (2020)
- 그런 밤 (2020)
- 너에게 (2020)
- 내 마음에 내리는 눈 (2020)
- 복수해라 OST Part.11 (2021)
- 이별유예, 일주일 OST Part.5 (2021)
- 이별유예, 일주일 OST (2021)
- 여름 새벽 (2021)
- 우리가 사랑한 그 노래, 새가수 MR (2021)
- 두번째 남편 OST Part.7 (2021)
- 나를 사랑하지 않아도 괜찮아요 (2021)
- 어깨 (2022)
- Always (2022)
- Sparkling Rain (2022)
- 연애의 참견 2022 OST Part.20 (2022)
- My Winter (2023)
- 나의 봄이 되어줘 (2023)
- 로맨스 빌런 OST Part.7 (2023)
- 춤을 추자 우리 (2023)

## 공연
- LIVECONNECT STAGE vol.5 <박현서 단독 콘서트> (2021)
- My Winter <2023 박현서 콘서트 팬미팅>
- 끝밤 <2023 박현서 연말 콘서트>